# Pilsumer Tief
El Pilsumer Tief (alemany) o Pilsumer Deep (baix alemany) és un curs d'aigua de Pilsum (Baixa Saxònia) a Alemanya d'1,2 km. És un tief o deep que comença al Port de Pilsum i que desemboca al Neues Greetsieler Sieltief a Greetsiel, a la península del Krummhörn.

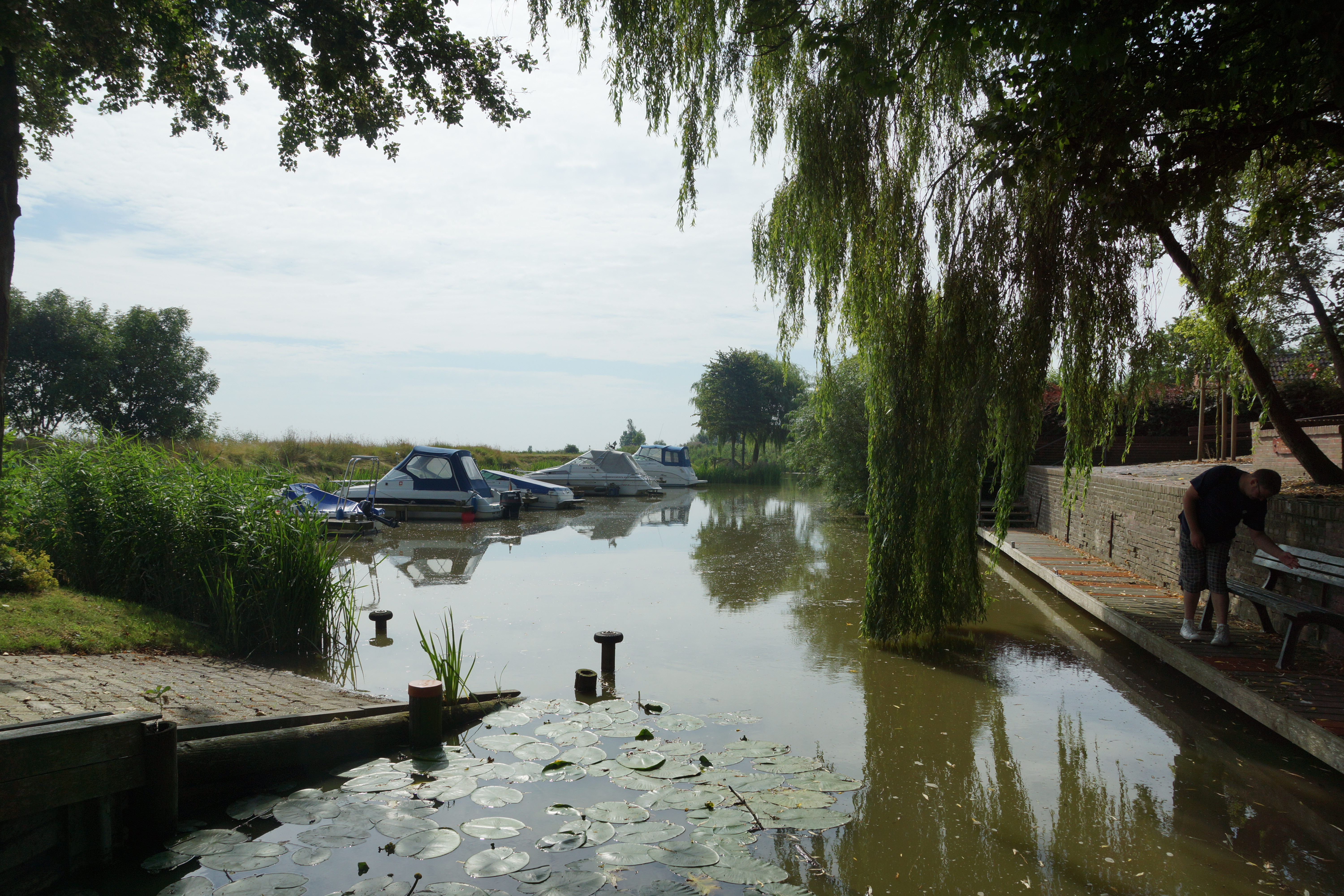
El port de Pilsum

Fins ben començat el segle XX el canal tenia un paper essencial en el comerç, com que al terra pantanós no hi havia gaire carreteres fiables. L'ocàs va començar molt a poc a poc, després de la construcció d'un carrilet, primer d'Emden cap a Pewsum el 1899 i el 1906 fins al Greetsiel via Pilsum. El darrer barquer del poble va ser Karl Brunken, que feia dos trajectes per setmana els dies del mercat d'Emden i als altres dies transportava maons de la bòbila de Pilsum o sorra. La seva darrere barca «Berta» era d'acer i motoritzada.
El curs d'aigua i el port van perdre el seu paper econòmic per al transport de mercaderies, però roman com a punt d'interès per a la navegació esportiva i turística. De març a setembre s'hi organitzen excursions amb bot entre Pilsum i Greetsiel.

## Afluents
- Hauener Tief